# Тріберг (шаховий турнір)
Тріберг - серія шахових турнірів, які відбулися в німецькому місті Тріберг-ім-Шварцвальд під час Першої світової війни.
Одинадцять шахістів з Російської імперії, які брали участь у незавершеному турнірі Мангайм 1914, були інтерновані в Раштаті (Німеччина) після проголошення Німеччиною війни проти Росії 1 серпня 1914 року. Через кілька тижнів, 14, 17 і 29 вересня, чотирьом з них (Олександрові Алехіну, Федору Богатирчуку, Н. Копельману, Петру Сабурову) дозволили повернутися додому через Швейцарію. П'ятому гравцеві, Петру Романовському, дозволили повернутися додому в Петроград 1915 року, а шостому, Александеру Флямбергу, дозволили повернутися до Варшави 1916 року.
Загалом інтерновані шахісти зіграли вісім турнірів, перший у Баден-Бадені 1914 року (переміг Александер Флямберг), а решту в Тріберг-ім-Шварцвальді. Турніри трохи відрізнялися за учасниками. Більшість з них виграв Юхим Боголюбов.

## Учасники
- Юхим Боголюбов
- Александер Флямберг
- Борис Малютін
- Ілля Рабінович
- Петро Романовський
- Олексій Селезньов
- Самуїл Вайнштейн
- Ганс Фарні

Результати:

## Тріберг 1914/15
1. Боголюбов,
2. Рабінович,
3. Романовський,
4. Флямберг,
5. Селезньов,
6. Вайнштейн.

## Тріберг 1915
1. Боголюбов,
2. Рабінович,
3. Флямберг,
4. Селезньов,
5. Романовський,
6. Вайнштейн.

## Тріберг 1915/16
1. Боголюбов,
2. Рабінович,
3. Селезньов.

## Тріберг 1916
1. Рабінович,
2-3. Боголюбов
і Селезньов,
4-5. Фарні і Вайнштейн,
6. Малютін.

## Тріберг 1917
1-2. Селезньов і Рабінович,
3. Боголюбов,
4. Вайнштейн.

## Опісля
Після війни український майстер Боголюбов залишився в Трібергу, де одружився з місцевою жінкою, і провів решту свого життя в Німеччині (на постійному місці проживання від 1926 року).